# Apis cerana indica
De Wikipedia, la enciclopedia libre

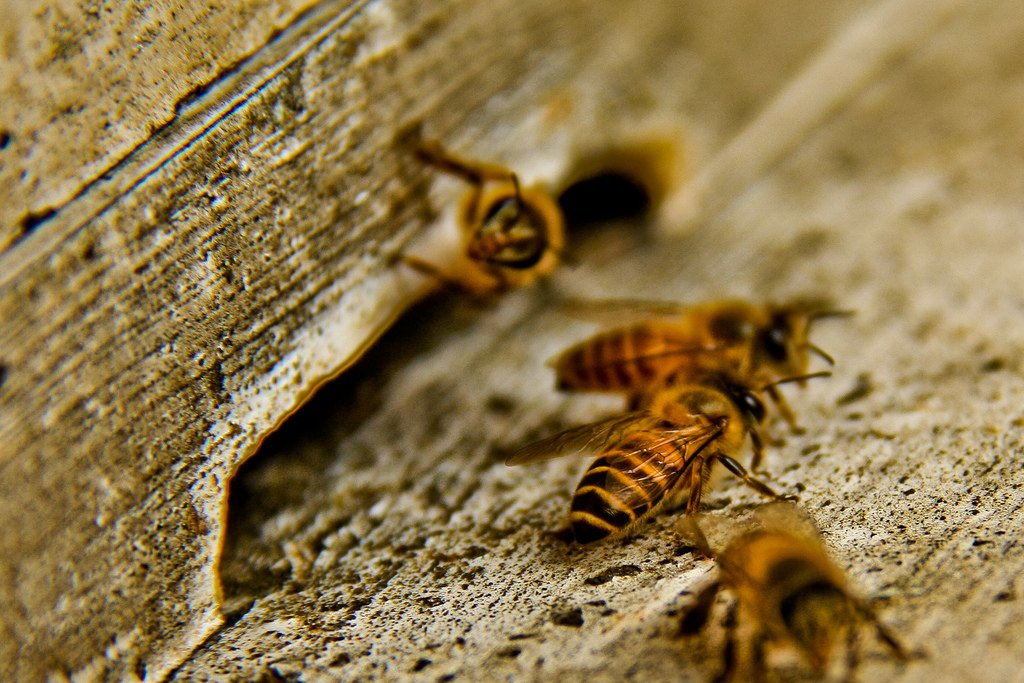
«Apis cerana indica»

Apis cerana indica , la abeja melífera india , es una subespecie de abeja melífera asiática . Es una de las abejas predominantes encontradas y domesticadas en India , Pakistán , Nepal , Myanmar , Bangladés , Sri Lanka , Tailandia y Asia continental. Relativamente no agresivo y rara vez exhibe un comportamiento de enjambre , es ideal para la apicultura.
Es similar a la abeja europea (Apis mellifera), que tiende a ser un poco más grande y se puede distinguir fácilmente.
Por lo general, construyen múltiples nidos peinados en huecos de árboles y estructuras artificiales. Estas abejas pueden adaptarse a vivir en colmenas y cavidades especialmente diseñadas. Su hábito de anidación significa que potencialmente pueden colonizar áreas templadas o montañosas con inviernos prolongados o temperaturas frías. Las colonias contienen solo unos pocos miles de trabajadores, en comparación con los 50.000 típicos de las abejas melíferas europeas.
Es uno de los polinizadores importantes de los cocoteros ; las otras especies son Apis florea, Apis dorsata y Apis mellifera (la abeja europea).